# Форкаль
Форкаль (валенс. Forcall, ісп. Forcall) — муніципалітет в Іспанії, у складі автономної спільноти Валенсія, у провінції Кастельйон. Населення — 538 осіб (2010).

## Географія
Муніципалітет розташований на відстані близько 300 км на схід від Мадрида, 75 км на північ від міста Кастельйон-де-ла-Плана.

## Демографія
Динаміка населення (INE ):

## Галерея зображень

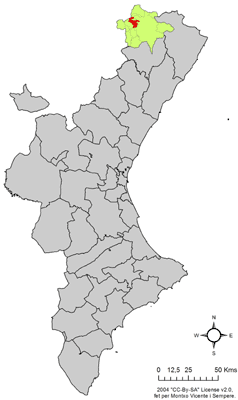
Розташування муніципалітету Форкаль у автономній спільноті Валенсія
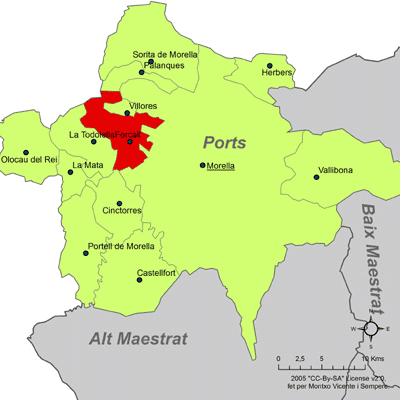
Розташування муніципалітету Форкаль у комарці Лос-Пуертос-де-Морелья
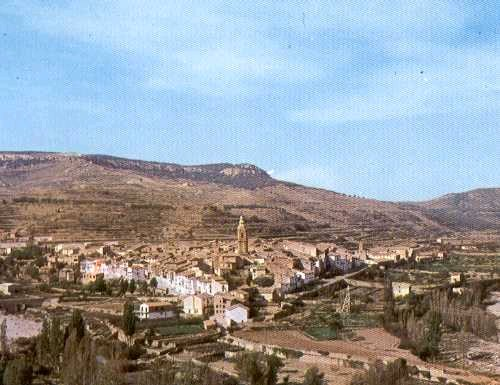
Панорама
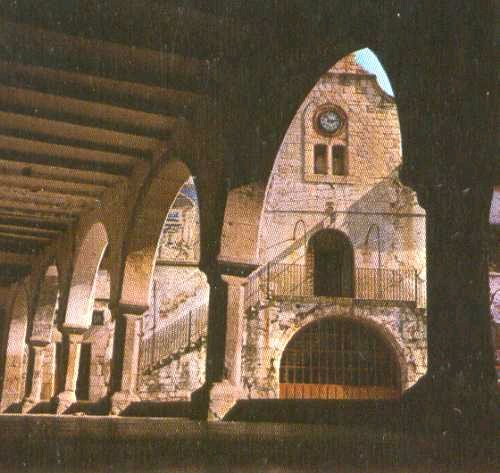
Центральна площа